# Jérôme Bonaldi
Pour les articles homonymes, voir Bonaldi.
Jérôme Bonaldi, né le 17 septembre 1952 à Lyon (Rhône), est un journaliste, animateur et chroniqueur de radio et de télévision français, spécialisé dans la vulgarisation scientifique, les inventions et la publicité.

## Biographie

### Jeunesse et formation
Jérôme Bonaldi naît à Lyon. À l'âge de 12 ans, il entre chez les scouts,. Il y croisera Bruno Gollnisch.
Après son bac, il fait des études scientifiques à Jussieu et décroche un DEUG en maths-physique. En 1976, il sort diplômé du Centre de formation des journalistes (CFJ) de Paris et entre à la radio France Inter.
Son grand oncle, Hubert Bonaldi, était le patron de la prison de la Santé lorsque Jacques Mesrine s'en évada en 1978. Selon la légende, il aurait été licencié à la suite de cette évasion.

### Carrière radiophonique et télévisuelle
De 1976 à 1984, Jérôme Bonaldi est journaliste pour France Inter, réalisant notamment le 29 septembre 1981 un entretien avec Jean-Marc Rouillan, sorti de prison à la suite d'une amnistie présidentielle de François Mitterrand.

#### Période Canal+
En 1984, Jérôme Bonaldi arrive sur Canal+. Il débute en tant que journaliste économique dans l'émission 7/9 de Michel Denisot dès le premier jour d'antenne le 4 novembre. Par la suite, il est pendant plusieurs années chroniqueur dans l'émission Nulle part ailleurs animée par Philippe Gildas et Antoine de Caunes, où il présente divers gadgets et inventions, souvent insolites. Il conclut souvent ses démonstrations par la phrase « C'est totalement inutile et donc rigoureusement indispensable ! » Entre 1994 et 1997, il anime la première partie de Nulle part ailleurs.
De 1989 à 1993, en plus de Nulle Part Ailleurs, il présente l'émission de vulgarisation scientifique Dis, Jérôme…?
Il présente également plusieurs émissions spéciales consacrées à la publicité à la télévision. 
En 1997, il anime une émission quotidienne à 12 h 40 nommée Tout va bien. Regroupant plusieurs chroniqueurs (Frédéric Taddeï, David Gonner, Alix de Saint-André), elle mélange informations, gadgets et inventions, chroniques (publicité, consommations, sorties, cinéma, etc.), mais ne dure qu'une année. Bonaldi devient ensuite coanimateur avec Philippe Gildas et Anne Depétrini de l'émission NPA Midi où il présente le journal de midi.
En 2000 (jusqu'en 2014), il intègre sur Europe 1 la bande de Laurent Ruquier dans l'émission On va s'gêner où il continue ses chroniques sur les dernières innovations technologiques. L’année suivante, il fait partie du plan social de Canal+ qui licencie 217 collaborateurs et marque son départ de la chaîne.

#### Période France Télévision et autres chaînes
Jérôme Bonaldi arrive ensuite sur France 2 en 2001 où il fait une brève apparition dans l'émission Y a un début à tout. En 2002, il anime sa propre émission de vulgarisation scientifique sur cette même chaîne, On vous dit pourquoi avec l’ex miss météo de Canal+ Églantine Éméyé. L’émission est ensuite rebaptisée Savoir plus sciences mais, mécontent de la ligne éditoriale, l’émission est interrompue en 2007.
De 2000 à 2007, il participe à l'émission On a tout essayé de Laurent Ruquier sur France 2. Dès fin 2009, il participe également à sa nouvelle émission, On a tout révisé[réf. souhaitée]. De 2005 à 2007, il participe aux pièces de théâtre jouées par les animateurs de France 2 : Un fil à la patte, Trois jeunes filles nues, ainsi que Trois contes merveilleux (diffusée le 25 décembre 2007).
En 2007, il anime l'émission Du côté des pros sur la chaîne Maison+ (anciennement Télé Maison). En 2007-2008, il participe également à l'émission Gildas & Co sur la chaîne du câble Vivolta.

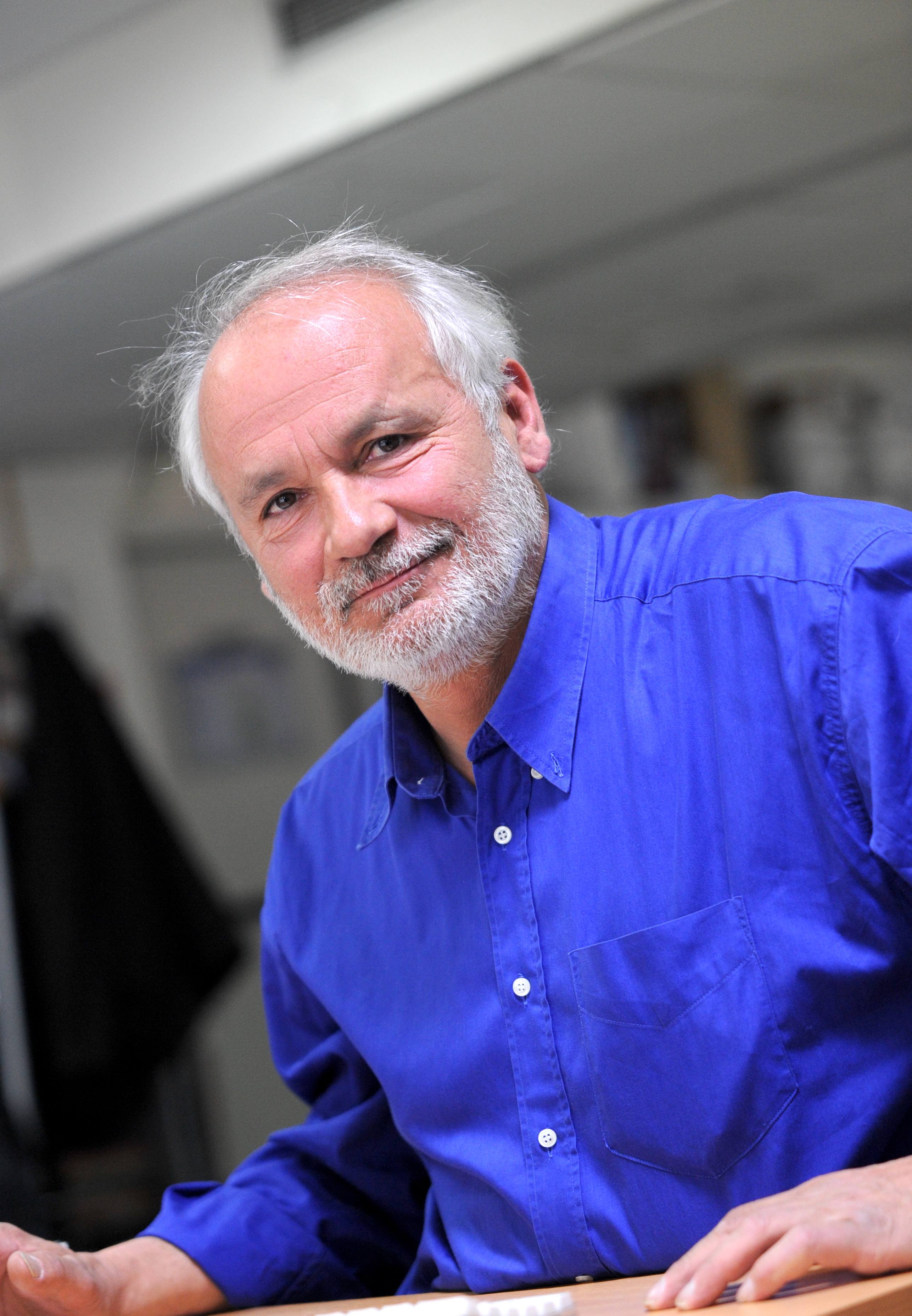
Jérôme Bonaldi, le 17 mars 2010 à Paris.

En 2009, il présente l'émission Je commence demain (en partenariat avec le Pôle emploi), sur France 2, où il présente et teste différents métiers.
En septembre 2010, il présente l'émission C'est dans ma nature, sur les antennes régionales de France 3. Diffusé le samedi à 11 h, ce programme met en valeur l'écologie et le développement durable. Sur le modèle de Question maison, il y présente, entouré des propriétaires, des constructions écologiques et innovantes.
À partir du 12 février 2012, il présente Le Mag de la science sur la chaîne Encyclo, devenue Science et Vie TV le 30 mars 2015.
En 2013, il présente quelques numéros de Transportez-moi sur LCP, une émission sur le transport. Les autres numéros sont présentés par Sabine Quindou.
De janvier 2014 à mars 2014, il participe à L'Émission pour tous de Laurent Ruquier sur France 2.
En 2014, à la suite de l'arrêt de l'émission de radio On va s'gêner et contrairement à de nombreux chroniqueurs de cette émission, il ne suit pas Laurent Ruquier sur RTL mais reste sur Europe 1 avec Cyril Hanouna dans Les Pieds dans le plat. Il participe à cette émission de la rentrée 2014 à novembre 2014.
En 2019, il rejoint la chaîne M6 où il co-présente l'émission Mon invention vaut de l’or.

## Autour de l'animateur

### L'«effet Bonaldi»
L'« effet Bonaldi » ou, parfois, « syndrome Bonaldi » est une théorie populaire empirique associée au nom de Jérôme Bonaldi. Elle fait référence aux déboires que connut l'animateur lors de ses présentations d'objets divers et inventions insolites à la fin de l'émission Nulle part ailleurs. Il s'exclamait souvent : « Mais ça marchait très bien aux répétitions ! ». L'« effet Bonaldi » est un cas particulier de la loi de Murphy. Il énonce que :

« Toute démonstration d’un produit quelconque qui fonctionnait parfaitement aux répétitions échouera lamentablement lors de la démonstration publique. »

L'apogée de l'« effet Bonaldi » fut atteint lorsque l'animateur présenta un aspirateur révolutionnaire au cours de sa chronique. Alors qu'il mettait le contact de l'aspirateur en direct, le disjoncteur général des studios de Canal+ se coupa et des milliers de téléspectateurs ne virent plus que de la neige sur l'écran de leur téléviseur. Il s'est finalement avéré que l'aspirateur n'était pas en cause dans cet incident[réf. souhaitée].
L'« effet Bonaldi » semble aussi avoir contaminé l'un de ses collègues télévisuels de l'époque, à savoir Patrice Carmouze lors de ses présentations — elles aussi souvent défaillantes — au cours de l'émission Coucou c'est nous !

### Récompense
- En 1992, Jérôme Bonaldi est lauréat au Prix Roberval décerné par l'université de technologie de Compiègne dans la catégorie « Télévision » pour l’émission Dis Jérôme...? consacrée au four à micro-ondes.[réf. souhaitée]

### Hommages
- Jérôme Bonaldi a inspiré le personnage secondaire de Jérôme Baldino (anagramme de son nom) des jeux vidéo Little Big Adventure (1994) et Little Big Adventure 2 (1997)[10].
- En 1993, sa marionnette fait son entrée aux Guignols de l'info.

## Animateur de télévision
- 1984-1997 :  Nulle part ailleurs (Canal+)
- 1989-1992 : Dis, Jérôme…? (Canal+)
- 1997 : Tout va bien (Canal+)
- 2000-2007 :  On a tout essayé (France 2)
- 2000-2001 : NPA midi (Canal+)
- 2001 : Y a un début à tout sur (France 2)
- 2002-2003 : On vous dit pourquoi (France 2)
- 2003-2007 : Savoir plus sciences (France 2)
- 2007-2008 : Gildas & Co (Vivolta)
- 2009-2011 : On a tout révisé (France 2)
- 2007 : Du côté des pros (Maison+)
- 2009 : Je commence demain sur (France 2)
- 2010 : C'est dans ma nature sur (France 3)
- 2013-2015 : Le Mag de la science (Encyclo[7] puis Science et Vie TV)
- 2013 : Transportez-moi (LCP)
- 2014 : L'Émission pour tous (France 2)
- 2017 : Vous pouvez répéter la question ? avec Alex Goude (France 4)
- 2019 : Mon invention vaut de l’or (M6)

## Filmographie
- 1994 : Sidapolis de Sébastien Grall dans la série de courts métrages 3000 scénarios contre un virus : lui-même
- 1996 : Cœur de cible de Laurent Heynemann (téléfilm) : lui-même
- 2000 : H (épisode « Une histoire de ski ») : lui-même
- 2005 : Un fil à la patte (diffusion de la pièce de théâtre) : Gontran de Chenneviette
- 2006 : Trois jeunes filles nues (diffusion de l’opérette) : le directeur des Folies-Bocagères
- 2007 : Trois contes merveilleux (téléfilm) : un cuisinier

## Publications
- 1989 : Le Guide Eurêka des innovations 1990, éd. Belfond, Paris, 339 p.  (ISBN 2-714-42395-7)
- 1990 : Les Choses de la vie quotidienne, avec Frédérique Drouin et Nicolas Lewandowski, éd. Le Pré aux Clercs, Paris, 190 p.  (ISBN 2-7144-2572-0)
- 1991 : Dis, Jérôme : Les Secrets de la physique, ill. Dominique Boll, éd. Albin Michel et Canal+, Paris, 112 p.  (ISBN 2-226-05482-0)
- 2001 : Faux comme une image ?, avec Gerard Lemarié, éd. Mallard, coll. « Penseurs d'aujourd'hui, questions de toujours », Reims, 95 p.  (ISBN 2-84372-050-8)
- 2007 : La Vie (presque) sans le pétrole, avec Olivier Nouvel, éd. Plon, Paris, 164 p.  (ISBN 2-259-20478-3) ; rééd. 2009 Marabout, coll. « Société », Paris, 185 p.  (ISBN 978-2-501-05975-6)